# 유별나! 문셰프
《유별나! 문셰프》는 2020년 3월 27일부터 2020년 5월 16일 방송된 채널A 금토 드라마이다.

## 기획의도
별 많고 달 밝은 서하마을에서 기억을 잃고 천방지축 사고뭉치로 전락한 세계적인 패션 디자이너 유벨라가 스타 셰프인 문승모와 만나 성장과 사랑, 성공을 만들어 가는 힐링 로맨틱 코미디 드라마

## 출연

### 주요 인물
- 에릭 : 문승모 역 - 한식 스타셰프, 벨라의 연인.
- 고원희 : 유벨라 / 유유진 역 - 패션 디자이너, 선영의 제자. 효명의 딸. 승모의 연인.

### 승모 주변인물
- 고도연 : 김설아 역 - 어느날 갑자기 나타나 승모의 딸이라고 주장하는 여자 아이, 풍천옥 화재 사건 이후 승모&다훈과 함께 서하마을에 내려왔다.
- 최광제 : 방다훈 역 - 승모와 초등학교 때부터 우정을 나눠 온 친구, 무명 화가.
- 정규수 : 문병학 역 - 80년 전통 국밥집 '풍천옥'의 주인, 승모의 아버지.
- 권기선 : 정혜숙 역 - '풍천옥'의 안주인, 승모의 어머니.
- 주종혁 : 최건우 역 - 승모의 사업 파트너, 해외 유명 푸드 회사 기획실장.

### 벨라 주변인물
- 길해연 : 장선영 역 - 얼굴없는 디자이너 벨라의 대리인이자 'Belle ombre'의 대표, 일명 '마담 장'. 영향력 있는 패션 사업가.
- 김정화 : 유효명 역 - 유진의 어머니, 차근차근 바닥부터 시작해 끈기와 실력만으로 꼭대기까지 오른 탑 모델. 그리고 갑자기 돌연 패션 디자이너로 전향을 선언했다. (특별출연)
- 김익태 : 유병수 역 - 효명의 아버지, 유진의 외할아버지. 서하마을의 터줏대감.

### 서하마을 사람들
- 차청화 : 피곤숙 역 - 서하마을의 이장 겸 부녀회장, 장단의 아내.
- 이동용 : 황장단 역 - 단양군청 문화관광과 계장, 곤숙의 남편.
- 이서환 : 조철남 역 - 서하마을 만물박사, 본인 말로는 박사 출신이라 조박사라지만 확인할 길이 없는 주장일 뿐 마을 사람들은 반어적인 의미로 그를 조박사로 부른다.
- 송영재 : 봉두할배 역 - 마을의 최고령 할아버지, 홀로 과수원을 운명하며 살고 있다.
- 전국향 : 윤자할매 역 - 마을의 최고령 할머니, 병천댁의 나이를 막론한 단짝.
- 이미윤 : 병천 댁 역 - 효숙의 어머니, 서하다방의 사장.
- 송지우 : 공효숙 역 - 병천댁의 외동 딸
- 여우린 : 조순미 역 - 조박사의 첫째 딸, 논양경찰서 순경.
- 백승철 : 박 과장 역 - 논양경찰서 수사과장, 얼마 전 서울에서 내려 왔다. 서울에 있을 때 선배 경찰이었던 진소장과 은밀하게 내통 한다.

### 진소장 보안회사
- 이재구 : 진태수 역 - JS 보안회사 소장 - 경찰 출신. 그저 돈과 권력을 얻기 위해 정상무와 철용의 손을 맞잡는다.
- 김영빈 : 오정태 역 - JS 보안회사 직원 - 행동대장으로 일을 처리
- 이지운 : 홍주혁 역 - JS 보안회사 직원

### 동한 그룹 사람들
- 안내상 : 임철용 역 - 동한 인터내셔널 대표, 자신의 성공을 위해서라면 가족도 버릴 수 있는 냉철한 야망가.
- 차정원 : 임현아 역 - 철용과 전처 사이에서 태어난 외동 딸, 벨라가 되길 열망하는 벨라의 카피캣.
- 장재호 : 강준수 역 - 동한 푸드 대표, 민석과 미영의 아들. 잘생긴 외모에 재벌집 손자답지 않게 서민적인 취향을 가졌다.
- 이승연 : 한미영 역 - 한회장의 외동 딸, 준수의 어머니. 민석의 전처. 철용의 두번째 아내.
- 이승철 : 한동길 역 - 동한 그룹 회장, 미영의 아버지. 준수의 외할아버지. 손자인 준수가 동한을 이어받길 바라고 있다.
- 김준원 : 정광수 역 - 동한 푸드 상무, 철용의 끄나풀. 철용의 후계자로 동한 푸드 대표가 되길 바라고 있었으나 준수의 등장으로 좌절 된다.
- 박정철 : 강민석 역 - 과거 동한 인터내셔널 대표, 미영의 첫번째 남편이자 전 남편. 준수의 아버지. (특별출연)

### 그 외 인물
- 조덕회 : 민수 역
- 장효석 : 보안직원 역
- 배유리 : 방송국 작가 역
- 곽수정 : 아줌마 1 역
- 손지영 : ??? 역
- 진혜경

### 특별출연
- 정호영
- 유현수
- 장광
- 조미녀
- 이대로 : 승모의 스승 역 - 설아의 할아버지

## 촬영지
- 충청북도 단양군 - 충청북도 논양군 서하마을
- 단양호 유람선
- 국가민속문화재 145호 조덕수 고택
- 단양 산골극단 만종리 극장
- 호주 콜드코스트
- 단양=논양

## 시청률
최저 시청률과 최고 시청률은 시청률 조사회사와 지역별로 시청률에 차이가 있을 수 있습니다.
| 2020년 | 2020년   | 2020년         | 2020년       |
| 회차   | 방송일   | AGB 시청률     | AGB 시청률   |
| 회차   | 방송일   | 대한민국(전국) | 서울(수도권) |
| ------ | -------- | -------------- | ------------ |
| 제1회  | 3월 27일 | 0.856%         | -            |
| 제2회  | 3월 28일 | 0.715%         | -            |
| 제3회  | 4월 3일  | 0.849%         | -            |
| 제4회  | 4월 4일  | 0.636%         | -            |
| 제5회  | 4월 10일 | 0.705%         | -            |
| 제6회  | 4월 11일 | 0.583%         | -            |
| 제7회  | 4월 17일 | 0.848%         | .            |
| 제8회  | 4월 18일 | 0639%          | .            |
| 제9회  | 4월 24일 | 0.758%         | .            |
| 제10회 | 4월 25일 | 0.587%         | .            |
| 제11회 | 5월 1일  | 0.562%         | .            |
| 제12회 | 5월 2일  | 0.379%         | .            |
| 제13회 | 5월 8일  | 0.620%         | .            |
| 제14회 | 5월 9일  | 0.549%         | .            |
| 제15회 | 5월 15일 | 0.521%         | .            |
| 제16회 | 5월 16일 | 0.484%         | .            |

## OST
다음은 오리지널 사운드트랙(OST) 싱글 앨범에 포함된 곡들이며, 정렬기준은 출시 순입니다.

### Part.1
- 이랬다 저랬다 유주 (여자친구) 2020년 3월 27일 발매.

### Part.2
- Getting Good (안코드) - 2020년 3월 28일 발매.

### Part.3
- 봄날애(愛) - MJ (아스트로) - 2020년 4월 3일 발매.

### Part.4
- 사랑은 그곳에서 - (Colde(콜드)) - 2020년 4월 10일 발매.

### Part.5
- 설레임 - 디에이드 - 2020년 4월 11일 발매

### Part.6
- 남겨진 기억 - 데이먼스 이어(Damons Year) - 2020년 4월 17일 발매

### Part.7
- 그저 그런 - 이인 - 2020년 4월 24일 발매

### Part.8
- 나와 함께 - Horim - 2020년 4월 25일 발매

### Part.9
- 심쿵하게 봄 (Feat.지뉴) - 옌(YEN) - 2020년 5월 1일 발매

### Part.10
- Fool In Love - 주종혁 - 2020년 5월 8일 발매

### Part.11
- Fashion - 임지수 - 2020년 5월 15일 발매

### 유별나! 문셰프 OST
- 믿어요 - 김재희 - 2020년 5월 16일 발매

## 참고 사항
- 2020년 3월 6일에 첫 방송 예정이었으나, 코로나19 확산으로 3월 27일로 연기되었다.
- 동시간대 JTBC 《부부의 세계》의 폭발적인 인기 때문에 저조한 시청률을 기록하였으며, 고전을 면치 못했다.

## 같이 보기
- 대한민국의 텔레비전 드라마 목록 (ㅇ)
- 2020년 대한민국의 텔레비전 드라마 목록